# 吉妃
吉妃（きつひ、道光20年（1840年）6月10日 - 光緒31年（1905年）10月16日）は、清の咸豊帝の妃嬪。正黄旗包衣佐領の出身。姓は王氏。主事全文の娘。園戸(庭師)清遠の娘。

## 生涯
道光20年（1840年）6月10日に生まれる。

### 入宮
咸豊帝の治世初期、内務府の選秀（後宮選抜）を経て入宮し、皇后鈕祜禄氏が居住する鐘粹宮の宮女となる。
咸豊8年（1858年）5月15日、内務府正黄旗維翰佐領に属する園戸・清遠の娘が吉貴人に封じられる。
序列は玉貴人の次であり、翌5月16日に内務府総管が代わりに謝恩を行った。

### 西太后との逸話
新中国成立初期、同族の王文善が『慈禧早年軼事』（西太后の若き日の逸話）という文史資料を執筆した。
その中で、咸豊帝は少し歩行が不自由であり、吉貴人と那拉氏（後の西太后）が彼を支えることが多かったため、「御拐杖（皇帝の杖）」と冗談めかして呼ばれていたという。
ある日、妊娠中の吉貴人が御花園の假山（人工の岩山）で那拉氏とかくれんぼをしていた際、那拉氏に故意に突き飛ばされ、すでに成形していた男児を流産してしまったと伝えられている。

### 尊封と病状
咸豊11年（1861年）10月、咸豊帝が崩御し、即位した同治帝により皇考吉嬪に尊封される。
同治元年（1862年）11月「肝胃の熱滞」と「外部からの風邪」により、「歯茎の腫れ、首筋の腫れ」、「右頬の赤い腫れ」、「寒気と発熱を交互に感じ、夜も眠れない」と診断される。
同治4年（1865年）4月、「肝と胃の熱が過剰になり、外邪（風邪）を受けた」ことで、「目の炎症（天行赤熱）」が発症し、右目の白目が赤くなり、角膜に白い膜ができ、涙が出続ける」という症状が見られる。
同年8月15日、如意館が「吉嬪の半身肖像画」を制作。
同治5年（1866年）11月28日、「肝の熱と脾の湿気が原因で、右手の人差し指と左足の親指が腫れ、膿が出る」症状が発生し、「動悸が激しくなり、胸と脇に不快感があり、両指はすでに膿で満ちていた」と記録されている。

### 晩年
同治13年（1874年）11月、同治帝の崩御後、即位した光緒帝によって皇考吉妃に尊封される。
光緒31年（1905年）10月16日、逝去し、定陵妃園寝に埋葬された。

## 伝記資料
- 『清史稿』
- 『清実録』